# Station Mościsko Dzierżoniowskie
Station Mościsko Dzierżoniowskie is een spoorwegstation in de Poolse plaats Mościsko.